# Roland Jacobi
Roland Jacobi, född 9 mars 1893 i Banská Bystrica, Österrike-Ungern, död 22 maj 1951, var en ungersk bordtennisspelare.
Jacobi blev den första officiella manliga bordtennisvärldsmästaren när han vann singeltiteln i London 1926. Han lyckas även ta hem dubbeltiteln med Dániel Pécsi och lagtiteln med det ungerska laget, en bedrift som upprepades 1928 i Stockholm.
Han verkade som advokat. 

## Meriter
- Bordtennis VM
  - 1926 i London
    - 1:a plats singel
    - 1:a plats dubbel (med Dániel Pécsi)
    - 2:a plats mixed dubbel med G. Gleeson (England)
    - 1:a plats med det ungerska laget (Béla Kehrling, Zoltán Mechlovits, Dániel Pécsi)

  - 1928 i Stockholm: 
    - 3:e plats dubbel med Zoltán Mechlovits
    - 1:a plats med det ungerska laget (László Bellák, Sándor Glancz, Zoltán Mechlovits, Dániel Pécsi)

- Ungerska mästerskapen - guldmedaljer
  - 1909 – 1:a plats singel och 1:a plats dubbel med Frigyes Becske
  - 1910 – 1:a plats singel och 1:a plats dubbel med Zoltán Mechlovits
  - 1911 – 1:a plats dubbel med Zoltán Mechlovits
  - 1925 – 1:a plats mixed dubbel med Wollemanné